# Киров-Котласский
Ки́ров-Ко́тласский — железнодорожная станция Кировского региона Горьковской железной дороги. Вторая после станции Киров в городе. Обслуживает пассажирские и грузовые перевозки котласского и лянгасовского направлений. От станции отходит несколько веток на крупные промышленные предприятия города. Также на ней находится одна из крупнейших контейнерных площадок на Горьковской железной дороге.

## История
Станция построена при строительстве Пермь-Котласской железной дороги, ведущей из Перми через Вятку в Котлас. Первая железнодорожная станция в городе Вятка. При станции располагалось веерное паровозное депо. После строительства железной дороги на Петербург в 1904 году утратила статус основной и поменяла название. Главной городской станцией стала станция Вятка-Петербургская (ныне Киров).
На станции в 1986 году снят эпизод фильма «Карусель на базарной площади». В 2017 году отснято несколько эпизодов фильма «Временные трудности».

## Подвижной состав
Движение поездов на линии обслуживается тепловозами серий 2ТЭ10М, 2ТЭ10В, ЧМЭ3, ТЭП70 на подъездных путях в основном ТГК2. Происходит пассажирское движение пригородных поездов и поездов дальнего следования.

## Станция сегодня
Сегодня на станции останавливаются пригородные поезда, следующие до Великой (в летнее время), Пинюга, и Лузы. Поезда дальнего следования на станции не останавливаются.